# Alexander Richardson (Basketballspieler)
Alexander Robert Dieter Richardson (* 9. September 2003) ist ein deutsch-britischer Basketballspieler.

## Laufbahn
Richardson, aus Ötigheim im Kreis Rastatt stammend, ist schottischer Abstammung. Er spielte Fußball im Nachwuchsbereich des FV Ötigheim und dann Basketball beim SSC Karlsruhe. Später spielte er zusätzlich für den USC Heidelberg. 2020 wechselte er in die Jugendabteilung des Bundesligisten Skyliners Frankfurt, Ende September 2021 erzielte Richardson bei seinem ersten Einsatz in der Basketball-Bundesliga in achteinhalb Minuten Spielzeit neun Punkte gegen Alba Berlin.
Im Sommer 2023 wechselte er zum Zweitligisten SG ART Giants Düsseldorf. Richardson verließ Düsseldorf nach zwei Jahren und ging an die Loyola University Chicago in die Vereinigten Staaten.

### Nationalmannschaft
2019 nahm er mit der deutschen U16-Nationalmannschaft an der Europameisterschaft dieser Altersklasse teil. Im Sommer 2023 gehörte er zum deutschen Aufgebot bei der U20-Europameisterschaft.